# Foot 2 rue extrême
Foot 2 rue
Foot 2 rue extrême est une série d'animation en 3D franco-italienne en 39 épisodes de 22 minutes, créée par Philippe Alessandri, Marc Beretta, Monica Rattazzi et Giorgio Welter et diffusée dès le 19 avril 2014 sur France 3 dans l'émission Ludo. Elle est librement inspirée du livre La Compagnie des Célestins de Stefano Benni.
En Italie, elle est diffusée depuis le 9 juin 2014 sur Rai 2. Reboot de Foot 2 rue,, elle est par la suite diffusée sur Canal J depuis le 1er janvier 2015 et y termine sa diffusion originale le 8 avril 2015. La série est aussi diffusée sur Gulli, en avant-première le 18 novembre 2015 afin de fêter les dix ans de la chaîne, et depuis le 22 avril 2016.
La série est également diffusée sur Youtube en intégralité en français depuis 2014.

## Synopsis
Tag, ancien joueur de foot de rue, devient le demi-frère de Samy, un passionné de foot de rue extrême et capitaine de sa propre équipe, la Team, dont Tag devient le coach. La Team participe à un tournoi où d'autres équipes, nommées les Ninjaz, les Deltoro, les Magics, et les Darksides, s'affrontent pour décider laquelle représentera la ville à un tournoi contre les équipes du monde entier. Chaque week-end, ils se retrouvent au Forum, un centre commercial en construction pour un nouveau défi et un nouveau match.

## Fiche technique
- Titre français : Foot 2 rue extrême
- Titre italien : Extreme Football
- Création : Philippe Alessandri, Marc Beretta, Monica Rattazzi et Giorgio Welter
- Réalisation : Franck Michel
- Scénario : Monica Rattazzi, Marco Beretta, Nicolas Robin, Hervé Benedetti, Marine Lachenaud, Julie Manoukian et Béatrice Espinasse
- Direction artistique : Florent Mounier
- Décors : Jérôme Cointre et Alain Janolle
- Montage : Christophe Giroud et Daniel Bertrand
- Musique : Gaël Queffurus
- Production : Philippe Alessandri et Giorgio Welter
  - Coproduction : Massimo Carrier Ragazzi
- Sociétés de production : Télé Images Productions et Maga Animation Studio
- Société de distribution (télévision) : Zodiak Rights
- Budget : 10 000 000 €[10]
- Pays d'origine :  France,  Italie
- Genre : série d'animation, football
- Durée : 22 minutes

## Distribution
- Thomas Sagols : Samuel dit Samy
- Hervé Grull : Greg
- Benjamin Bollen : Joey
- Jessica Barrier : Inès
- Marie Nonnenmacher : Louna, Genna, Lila, Isabelle (mère de Samy)
- Franck Sportis : Paul, Ralph
- Romain Altché : Tag
- Arnaud Laurent : Sly
- Benjamin Pascal : Bruno, Fat, Walter
- Caroline Combes : Zahra, Kassidy, Crina
- Version française :
  - Société de doublage : Talk Over
  - Direction artistique : Gilbert Lévy
  - Adaptation des dialogues : Elise An et Manon Cranney
  - Enregistrement et mixage : Lauriane Capaldi et Benoît Marsalone

 Source et légende : version française (VF) sur RS Doublage.

## Production

### Développement
Foot 2 rue extrême est dévoilée pour la première fois lors du festival de Cartoons on the Bay de 2012 à Rapallo, en Italie. Un pilote d'une durée de trois minutes est alors présenté. Le 6 mars 2013, Zodiak France annonce que sa filiale, Télé Images Productions, a lancé la production de la série.

### Conception
Le pilote de trois minutes fut conçu par GamecoStudios durant l'été 2011, le studio ayant pris en charge la production des décors, personnages, animations, rendu, effets spéciaux et postproduction. Foot 2 rue extrême est fabriquée en grande partie à Angoulême par le studio 2d3D Animations. Le rendu, l'éclairage et une partie du compositing sont conçus par le studio Tindalos Interactive basé à Paris.
Initialement, 2d3D Animations devait s'occuper de treize épisodes sur trente-neuf, le reste des épisodes devait être fabriqué en Chine. Cependant, Franck Michel, le réalisateur, insista pour que la fabrication ne passe pas par la Chine, afin de privilégier une main-d'œuvre de qualité, révélant : « Pour moi, la différence entre ce qui est fait en Chine et à Angoulême est flagrante ». Xavier Gardel, responsable de l'équipe de production, déclare que près de deux cents animateurs ont été testés, dont une vingtaine ont été sélectionnés. Télé Images Productions, satisfaite du résultat, confia alors douze épisodes supplémentaires à 2d3D Animations.

## Épisodes
1. Frères malgré eux
2. Capitaine d'un jour
3. Protection familiale
4. Peur du noir
5. Duels
6. Les Pouvoirs de l'esprit
7. Le Sixième de la Team
8. Une nuit au forum
9. Trop à la fois
10. Le Prix du public
11. Le Ballon disparu
12. Tous en rollers
13. Une question d'honneur
14. Personne ne m'aime
15. Jalouse malgré elle
16. Dans tes rêves
17. Une étrange alliance
18. Sois toi-même
19. Garçons contre filles
20. Touche pas à mes buts
21. Garder sa place
22. Le Pot de colle
23. Les Darksides font la loi
24. Privé de F2RX
25. La Collection
26. Le Chouchou de Paul
27. La Mauvaise Réputation
28. Honte de papa
29. Les vannes de Louna
30. Demi-portion
31. La Marionnette
32. Jour de malchance
33. Sabotage
34. Cap pas cap
35. Amour ou amitié
36. C'est pas moi c'est lui
37. Mauvaise passe
38. Le rapporteur
39. Peur de grandir

## Produits dérivés

### DVD
Un premier volume de la série, contenant seize épisodes, intitulé Foot 2 rue extrême - Vol. 1, édité par France Télévisions Distribution et distribué par Sony Pictures Home Entertainment, est sorti le 19 novembre 2014 en DVD.

### Livres
Une série de livres fut publiée entre 2014 et 2015 par la Bibliothèque verte :
1. Nouvelle recrue, paru le 7 mai 2014[18] ;
2. Terrain piégé, paru le 6 août 2014[19] ;
3. Super-gardien, paru le 29 octobre 2014[20] ;
4. Capitaine d'un jour, paru le 2 janvier 2015[21] ;
5. Tous en rollers !, paru le 13 mai 2015[22] ;
6. Double Jeu, paru le 18 novembre 2015[23].

### Bandes dessinées
Deux bandes dessinées ont été éditées par Soleil Productions. La première, intitulée Frères malgré eux, est sortie le 24 septembre 2014, tandis que la deuxième, nommée Capitaine d'un jour, est sortie le 4 mars 2015.

### Autres
Foot 2 rue : Extrême Runner est une application mobile développée par Happy Blue Fish, disponible sur Android et iOS, où le joueur incarne Samy en ayant pour but de terminer sa course avant que son adversaire ne le rattrape.
Il existe également d'autres produits dérivés, notamment de la bagagerie (cartables, agendas, trousses, etc.) par Tennessee à l'occasion de la rentrée scolaire 2014, du papier peint par Lutèce, des livres d'activités édités par Splash, etc.

## Diffusion internationale
| Pays        | Chaînes                            |
| ----------- | ---------------------------------- |
| Chine       | iQiyi, Tencent et Youku (VàD)      |
| Finlande    | MTV Finland                        |
| France      | France 3, Canal J, Gulli, France 4 |
| Royaume-Uni | BBC Alba                           |
| Inde        | Nickelodeon India                  |
| Israël      | Talit (Junior Channel)             |
| Maroc       | Cartoon Network Arabic             |

## Personnages principaux
Samuel (Samy) : fondateur de l'équipe et capitaine, il est en contradiction avec son caractère souvent difficile et déterminé. Après avoir subi le divorce de ses parents, il grandit avec sa mère, tandis que son père a commencé une nouvelle vie à partir de laquelle il se sent exclu. Samy couve intérieurement une rage qui le pousse à relever les défis les plus extrêmes. Il a un réel besoin d'adrénaline et ne supporte pas d'être mis de côté ou de ne pas être considéré comme le numéro un. Il est le demi-frère de Tag. Il peut être considéré comme le meilleur joueur de foot 2 rue extrême. 
Greg : attaquant de l'équipe, il est timide, introverti et a des difficultés à s'exprimer verbalement en public. Il ne parle que quand il doit, au moment où il est tout à fait sûr de ce qu'il va dire, il bégaie ou chuchote souvent doucement. Avec l'aide de Samy, son meilleur ami depuis toujours, Greg parvient à surmonter sa timidité. Malgré son aspect fragile, il effectue les tirs les plus puissants du championnat et se porte souvent au secours des autres.
Inès : défenseuse, elle est méthodique, intelligente, mature, et parfois obsessionnelle. Elle est la voix de la raison de l'équipe, malgré un manque de confiance en elle. Tout le monde reconnaît la plus grande qualité sportive d'Inès : elle est la coureuse la plus rapide de tous.
Louna : également défenseuse, Louna est sûre d'elle et ne se laisse pas impressionner. Quand une occasion se présente, elle n'hésite pas à dire ce qu'elle pense, même si cela aggrave la situation. Elle a un grand sens de l'humour et se fait des amis avec tout le monde.
Joey : gardien de but de l'équipe, il est le dernier à y être arrivé. Joey est hyperactif, ne se fatigue jamais et cherche toujours à venir en aide pour tout, malgré sa naïveté. Il a une vie très occupée, où tous ses intérêts et passions lui font souvent arriver en retard pour les entraînements et les matchs, mais il reste très fidèle à son équipe.
Tag : coach, il est âgé de dix-sept ans. Il vit avec son père qui a récemment rencontré une femme avec qui il a l'intention de former une nouvelle famille. Cette femme a déjà un enfant : Samy. Tag assume envers celui-ci le rôle de grand frère. Il est assez jeune pour comprendre Samy et ses compagnons, et en même temps assez mature et responsable pour proposer des solutions à prendre lors des décisions importantes. Tag préfère le foot de rue à l'ancienne, mais cela n'empêche pas l'ancien capitaine de l'équipe des Bleus d'être un tacticien et un mentor avisé.

## Accueil
Le 23 avril 2014, lors de l'avant-première a Angoulême qui a permis à 260 enfants de voir les deux premiers épisodes en présence du réalisateur, le résultat fut approuvé par le jeune public.
Lors du festival de Cartoons on the Bay de 2012, le pilote remporte le prix du meilleur pilote d'une série télévisée. Le jury définit le pilote comme « un montage fantastique et rythmé et une grande interaction entre les personnages. Puiser dans l'appel du monde réel du football de rue, mais le prendre à un nouveau niveau tant que l'animation le peut. Un travail divertissant qui propage les valeurs positives du sport : la concurrence, la coopération et le fair-play. ».